# طبوغرافيا القرنية
طبوغرافيا القرنية أو دراسة سطح القرنية أو التنظير الضوئي للقرنية أو تصوير القرنية الفيديوي، هي تقنية تصوير طبي غير جراحية تساعد في رسم خرائط للانحناء الأمامي للقرنية أو الهيكل الخارجي للعين. تساهم القرنية عادةً بنحو 70% من قوة انكسار العين، ولهذا تملك طبوغرافيا القرنية أهمية حاسمة في تحديد جودة الرؤية وصحة القرنية.
تساعد الخريطة ثلاثية الأبعاد طبيب العيون أو أخصائي البصريات الفاحص في تشخيص وعلاج العديد من الحالات؛ كالمساعدة في التخطيط لجراحة الساد وزراعة العدسة داخل العين وجراحة العين الانكسارية -كالليزك- وتقييم نتائجها وفي تقييم ملاءمة العدسات اللاصقة. أدى تطور منظار القرنية وطبوغرافيا القرنية إلى اتساع نطاق مقياس القرنية الذي يعتمد على أربع نقاط تفصل بينها بضعة مليمترات إلى شبكة من آلاف النقاط التي تغطي القرنية بأكملها. تنتهي العملية خلال ثواني وهي غير مؤلمة.

## العملية

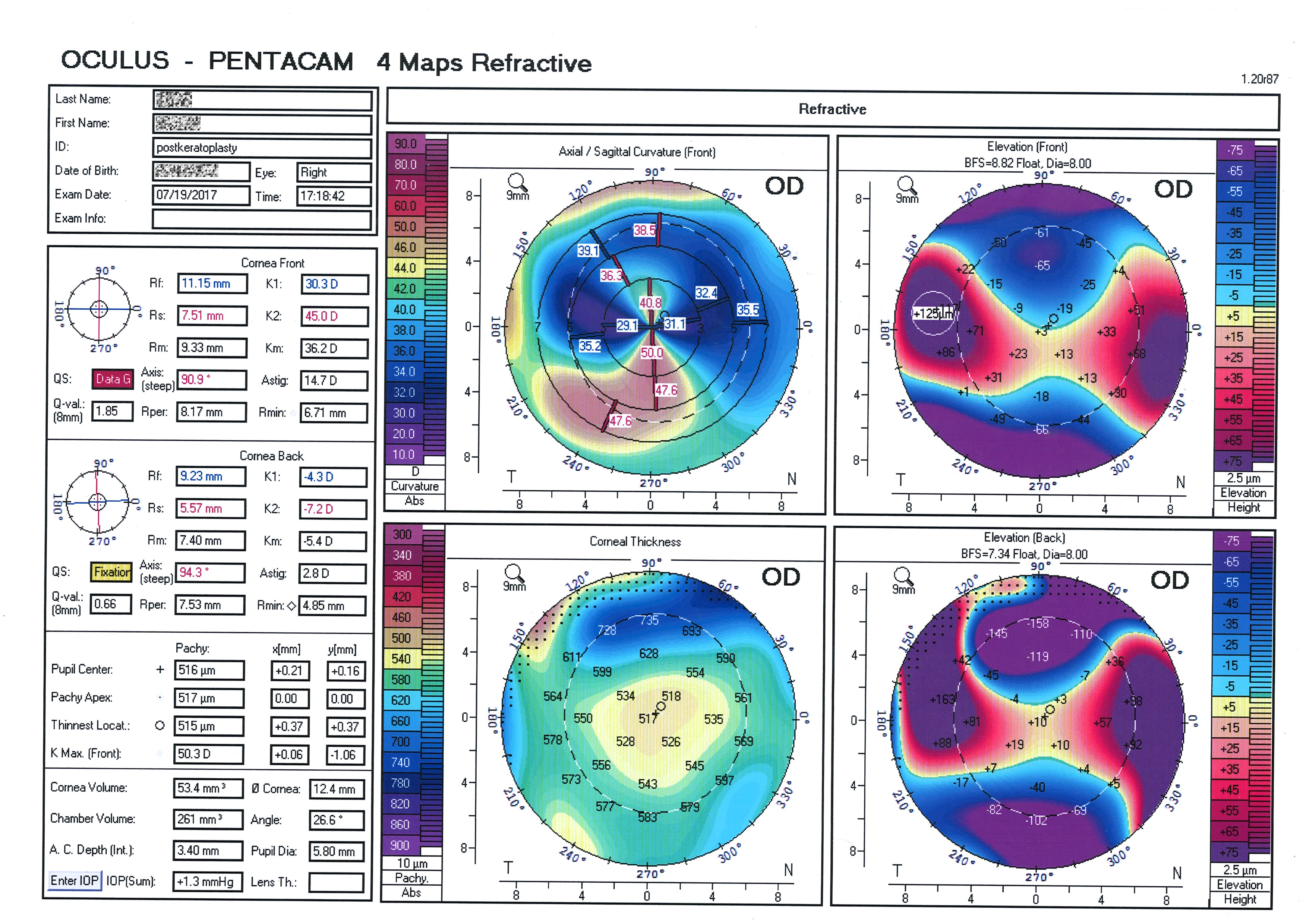
فحص القرنية بجهاز بنتاكام أوكيولوس

يجلس المريض مقابل جهاز يوضع على مستوى العين. تتكون أحد الأنواع من سطح يحتوي سلسلة من الحلقات متحدة المركز تعطي نمط إضاءة معين. يستخدم نوع آخر ذراع دوارة تحمل مصدر ضوئي. يركز الضوء في كلا النوعين على السطح الأمامي لقرنية المريض وينعكس على الكاميرا الرقمية في الجهاز. يتضح سطح القرنية من الشكل المنعكس. يوفر الكمبيوتر التحليل اللازم للنتائج ويحدد عادةً موضع وارتفاع آلاف النقاط المنعكسة عن القرنية. تمثل الخريطة الطبوغرافية باستخدام عدة أشكال؛ كالخريطة السهمية التي تحدد انحدار الانحناء وفقًا لقيمته الانكسارية وتلونه اعتمادًا على ذلك.

## التطور

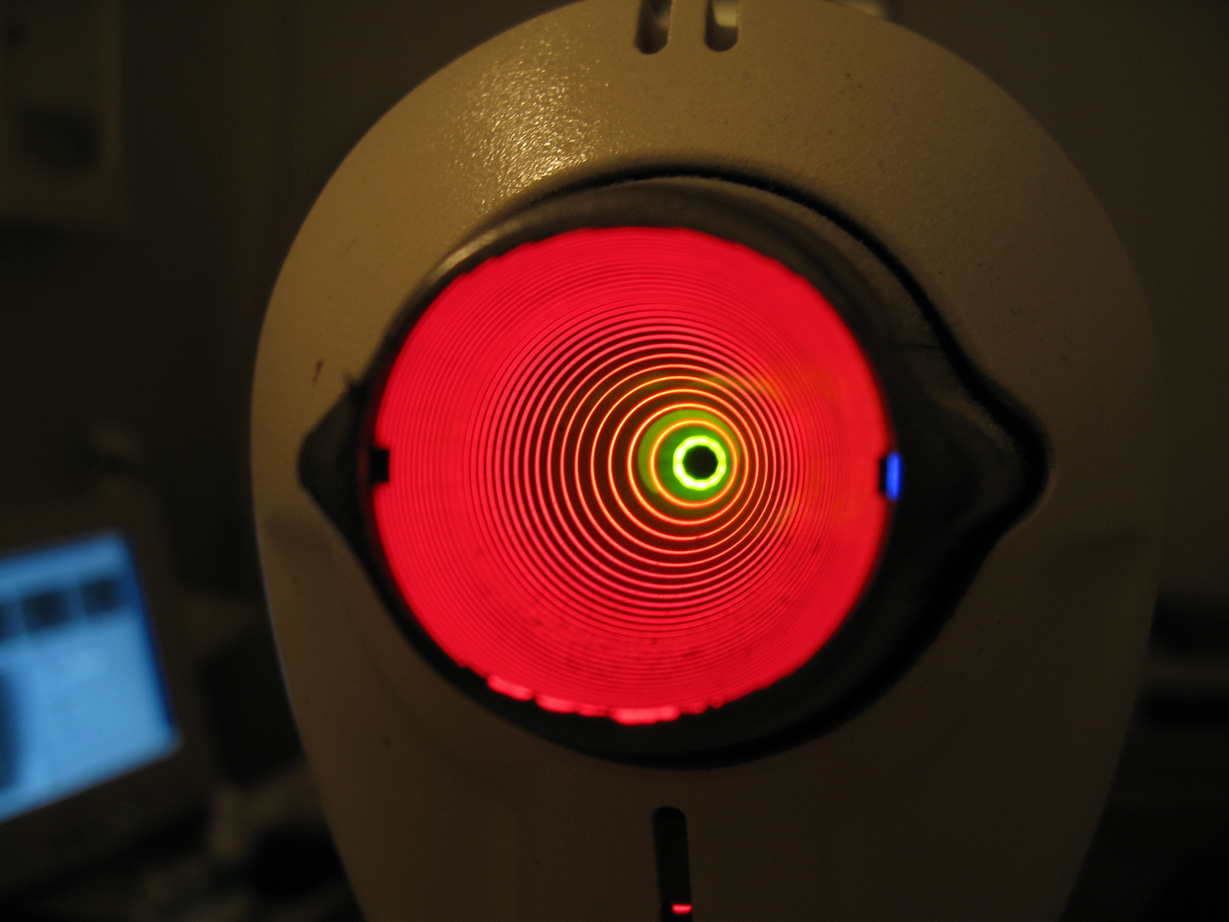
جهاز ميدمونت إي 300

تعود جذور طبوغرافيا القرنية لطبيب العيون البرتغالي أنطونيو بلاسيدو الذي لاحظ في عام 1880 انعكاس قرص ملون (قرص بلاسيدو) بحلقات متناوبة سوداء وبيضاء على القرنية. ظهرت الحلقات كخطوط كفافية مسقطة على غشاء الدمع القرني. دمج طبيب العيون الفرنسي لويس إميل جافال الحلقات في مقياس العين الخاص به، واستخدم عدسة عينية لتكبير صورة العين، ثم اقترح تصوير الصورة أو تمثيلها بشكل بياني لتصبح قابلة للتحليل.
استخدم ألفار غولستراند في عام 1896 القرص ضمن منظار العين الخاص به وفحص صور القرنية عبر المجهر وتمكن من حساب الانحناء يدويًا عن طريق خوارزمية رقمية. أدرك غولستراند الإمكانيات التي تقدمها هذه التقنية وعلق قائلًا: «إنها مجهدة ولكنها تعطي نتائج دقيقة لم نستطع الحصول عليها عبر أي وسيلة سابقة أخرى». قلل المجال المسطح لقرص بلاسيدو الدقة بالقرب من محيط القرنية. استخدمت شركة ويسلي جيسن في خمسينيات القرن الماضي سطح منحني لتقليل عيوب المجال. كان انحناء القرنية يحدد بعد مقارنة صور الحلقات مع الصور المعيارية.
في الثمانينيات، أصبحت الصور المسقطة تدون يدويًا ليحللها الكمبيوتر فيما بعد. ما لبثت أتمتة العملية بالتطور حين بدأ استخدام الكاميرا الرقمية لالتقاط الصور وتمريرها مباشرة إلى الكمبيوتر. في التسعينيات، أصبحت تلك الأجهزة متاحة تجاريًا. كان أول نظام أوتوماتيكي بالكامل هو نظام نمذجة القرنية الذي طورته شركة كومبيوتد أناتومي في مدينة نيويورك تحت إشراف مارتن جيرستن ومجموعة من الجراحين في مستشفى نيويورك للعيون والأذن. كان سعر الأدوات مرتفع جدًا في البداية (تقريبًا 75000 دولار)، ولهذا اقتصر مجال استخدامها على المؤسسات البحثية. مع ذلك، انخفضت الأسعار بشكل كبير مع مرور الوقت، وهذا ساهم بتوفر طبوغرافيا القرنية ضمن العيادات الأصغر وسمح بفحص عدد أكبر من المرضى.